# Kunsthalle Weishaupt

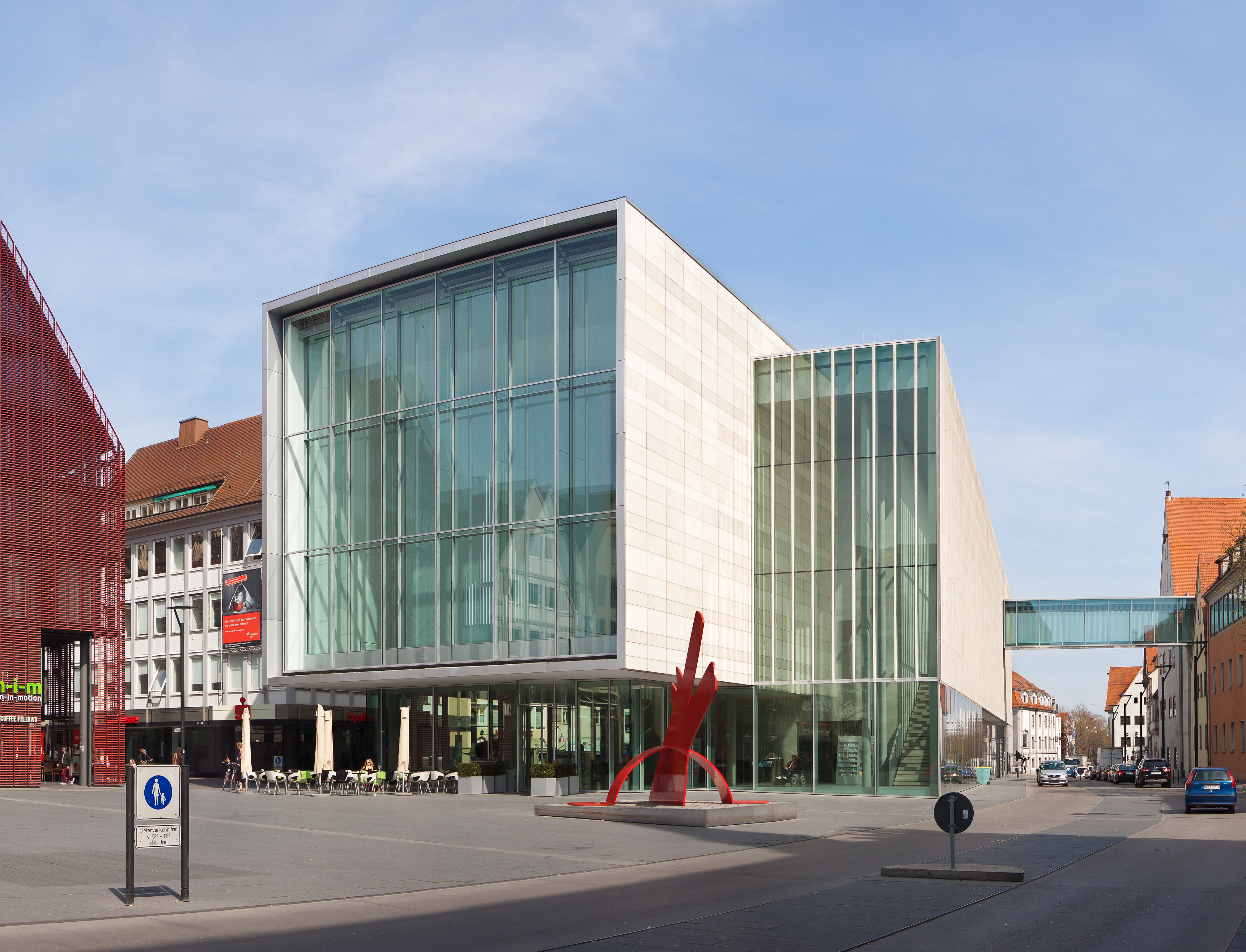
Kunsthalle Weishaupt met rechts het Ulmer Museum

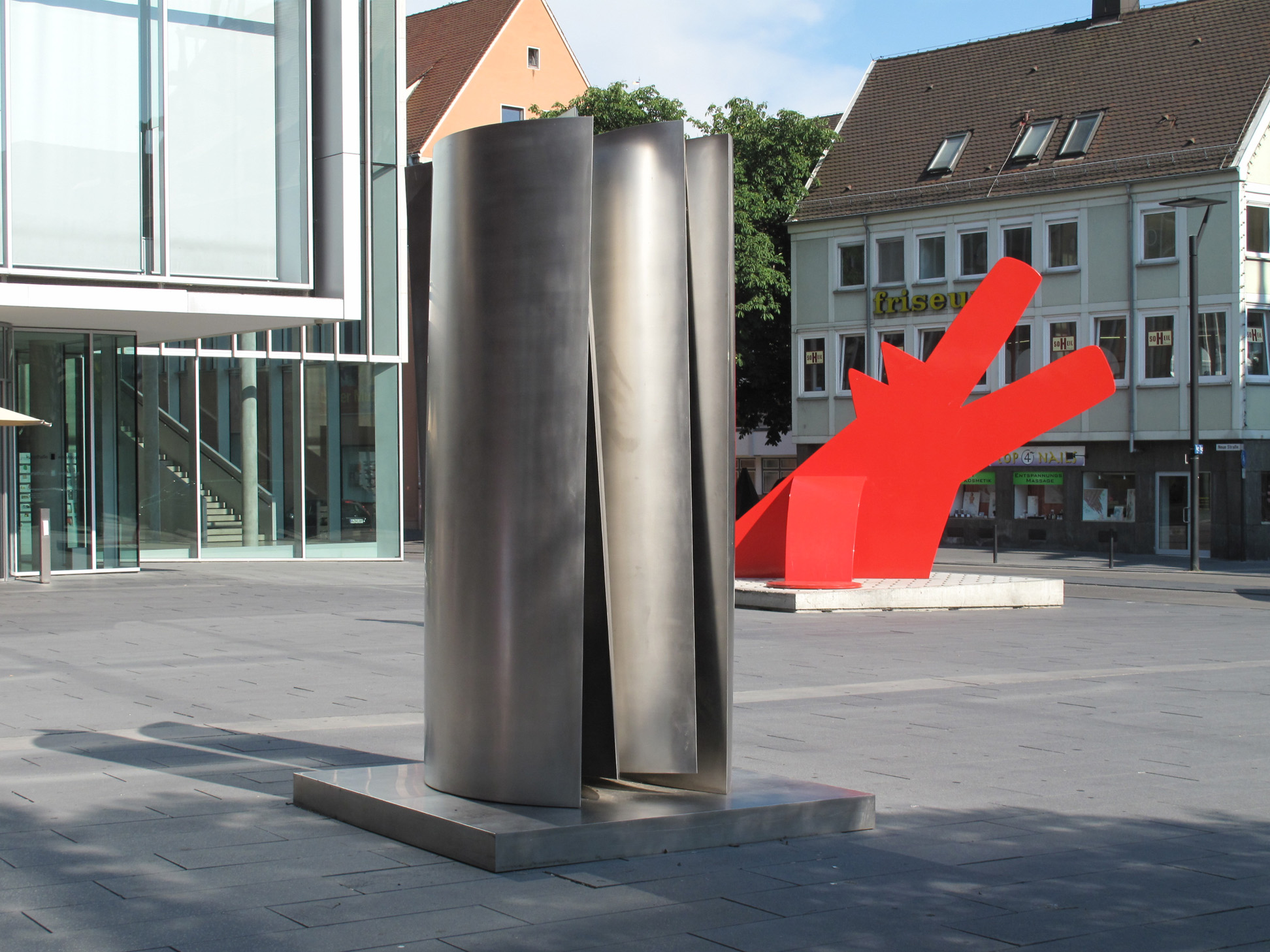
Kunsthalle met 1-74/81 (1981) van Erich Hauser (links) en Red Dog (1985) van Keith Haring (rechts)

De Kunsthalle Weishaupt is een kunsthalle voor moderne en hedendaagse kunst in de Baden-Württembergische stad Ulm.

## Gebouw
De kunsthal werd gebouwd en gefinancierd door de ondernemer en mecenas Siegfried Weishaupt en voor het publiek geopend op 24 november 2007. Het complex maakt deel uit van het nieuwe stadscentrum Neue Mitte Ulm aan het Hans-und-Sophie-Scholl-plein, dat werd beloond met de Deutsche Städtebaupreis 2006. Het ontwerp is van het Münchener Architectenbureau Wolfram Wöhr, een leerling van Richard Meier. De kunsthal is door een, omstreden, glazen corridor verbonden met het Ulmer Museum.

## Collectie
Het echtpaar Weishaupt verzamelt sinds 1967 moderne kunst. Aanvankelijk werden slechts weinige werken in het openbaar tentoongesteld, vanaf 1999 een groter deel in het Zentrum für Kunst und Medientechnologie (ZKM) in Karlsruhe. De collectie, die thans in wisseltentoonstellingen wordt gepresenteerd in de nieuw kunsthal, omvat meer dan 400 schilderijen en beeldhouwwerken, waartoe werken behoren uit de vijftiger en zestiger jaren van kunstenaars als:
- Roy Lichtenstein
- Andy Warhol
- Willem de Kooning
- Keith Haring
- Karl Gerstner.

Voorts werken van kunstenaars die gerekend kunnen worden tot de internationale stroming van de Colourfield Painting, zoals:
- Mark Rothko
- Ad Reinhardt
- Frank Stella
- Agnes Martin
- Morris Louis
- Kenneth Noland.

Dan nog werken van de Düsseldorfer kunstenaarsgroep ZERO:
- Heinz Mack
- Otto Piene
- Günther Uecker
- Pol Bury

Ten slotte werk van de invloedrijke kunstenaars:
- Lucio Fontana, Piero Manzoni, Enrico Castellani, Josef Albers, Imi Knoebel, Günther Förg, Markus Oehlen, Robert Longo, Yves Klein, Barry Flanagan, John Armleder, Nam June Paik, Jean Tinguely, John Chamberlain, François Morellet, Maurizio Nannucci, Keith Sonnier, Hans Arp en Erich Hauser.